# 松尾俊介
松尾 俊介（まつお しゅんすけ、1979年11月23日 - ）は、日本のギタリスト。

## 来歴・人物
- 1979年、京都府京都市に生まれる[1]。
- 1995年、スペインギターコンクール入賞。
- 1997年、日本ギターコンクール・ギター音楽大賞。
- 1998年、東京国際ギターコンクール入賞。
- 1999年、フランスに渡る[1]。
- 2003年、パリ国立高等音楽院ギター科を審査員満場一致の首席で卒業[1]。
- 2004年、同音楽院室内楽科を卒業。アントニー国際ギターコンクール3位入賞。日本に帰国[1]。
- 2005年、庄内国際ギターフェスティバルで第1位オスカー・ギリア賞受賞。古楽と現代音楽に焦点を当てたファーストアルバム 「ヴァリエ1」をリリース、11月にはトッパンホールにてデビューリサイタルを開催[1]。その後、HAKUJUギターフェスタ、美山ギターフェスティバル、NHK-FM名曲リサイタル、ベオグラード国際ギターアートフェスティバル(セルビア)、サラエボの冬(ボスニア・ヘルツェゴビナ)、ヨンジュ国際ギターフェスティバル（韓国）、東京オペラシティB→C等に出演、ソロのみならず室内楽、 オーケストラとの共演や新作の初演など、国内外での多彩な演奏活動を展開。
- 2008年、没後60年を迎えたメキシコの作曲家マヌエル・ポンセ作品集「Varie4/Ponce Guitar Works」を現代ギター社よリリース[1]。レコード芸術誌特選盤に選出。
- 2013年、全ての編曲を自ら手がけたバッハ作品集「ギターが奏でるバッハの世界」をベルウッドレコードよりリリース[1]。

ギターを渡部延男、福田進一、アルベルト・ポンセ、キャレル・アルムス、オリヴィエ・シャッサンに、古楽をエリック・ベロックに、室内楽をラスロ・ハダディ、上田晴子に師事。
地域創造・公共ホール音楽活性化事業登録アーティスト。

## ディスコグラフィー

### アルバム
| 発売日         | タイトル                                          | 規格品番  | 備考                     |
| -------------- | ------------------------------------------------- | --------- | ------------------------ |
| 2005年9月27日  | Varie1                                            | GGCV-1001 | 現代ギター社             |
| 2008年11月13日 | Varie4 -Ponce Guitar Works                        | GGCV-1004 | 現代ギター社             |
| 2013年2月6日   | ギターが奏でるバッハの世界 -Johann Sebastian Bach | BZCS-3073 | ベルウッドレコード       |
| 2015年8月5日   | トリアエラ ～ ローラン・ディアンス作品集          | BZCS-3084 | ベルウッドレコード       |
| 2016年9月24日  | エキノクス～武満徹へのオマージュ～                | MM-3089   | マイスター・ミュージック |

### 参加アルバム
- 鈴木大介「キネマ楽園VI Baroque」
- 丸山勉（ホルン）「Resonance」
- 大萩康司「Nocturnal」
- エグモント〜ベルト・アッペルモント作品集
- 鈴木大介「キネマ楽園IV Fantasy of Nino Rota」
- 鈴木大介「月の光/愛の歌 フランセ&ドビュッシー作品集」
- 「千の風」の世界
- 山田姉妹「あなた ～よみがえる青春のメロディー」